# Lioscincus
Lioscincus — рід сцинкоподібних ящірок родини сцинкових (Scincidae). Представники цього роду є ендеміками Нової Каледонії.

## Види
Рід Lioscincus нараховує 2 види:
- Lioscincus steindachneri Bocage, 1873
- Lioscincus vivae Sadlier, Bauer, A. Whitaker & S.A. Smith, 2004

## Етимологія
Наукова назва роду Lioscincus походить від сполучення слів дав.-гр. λειος — гладкий і σκιγκος — ящірка, сцинк.